# E107 (software)
De toepassing e107 is een vrij contentmanagementsysteem (CMS) geschreven in de scripttaal PHP die beheerders toestaat om dynamische websites te ontwerpen. 

## Ontwikkeling
De eerste versies van e107 (die werden gepubliceerd in 2002) waren het resultaat van het programmeerwerk van Steve Dunstan, een Engelsman die zelf een beter content management systeem wilde bouwen dan Postnuke. Het eenmanswerk werd gemeenschapswerk door de inzet van vertalers van over de hele wereld. Al vrij snel werden ook in diverse landen ondersteuningssites opgericht. In september 2003 werd de Nederlandstalige ondersteuningssite e107.nl opgericht. Met ingang van release 0.5 werden ook bijdragen van andere programmeurs in de code opgenomen. Met de oprichting van een developers team werd de ontwikkeling meer geprofessionaliseerd en was e107 niet langer afhankelijk van Dunstan. Hij deed vanwege gezondheidsredenen een stap terug.
Tot de publicatie van versie 1.0, op 28 december 2011, bleven alle versienummers beginnen met het cijfer 0. De naamgeving doet anders vermoeden, maar er was al lang sprake van een stabiel en snel systeem. Versie 2.0 is gepland voor het voorjaar van 2012.
E107 wordt gepubliceerd onder de GPL.

## Installatie
Het CMS wordt geïnstalleerd op een server voorzien van een webserver (bijvoorbeeld Apache) geconfigureerd met PHP en een database (bijvoorbeeld MySQL). E107 kan zowel op een Windows- (onder IIS) als op een Linuxserver draaien. Naast deze opties is er ook een USB-versie beschikbaar die niet geïnstalleerd hoeft te worden.

## Functionaliteit
E107 bezit naast het basis-CMS zelf standaard onder meer ook:
- forumfunctionaliteit
- peilingen
- chatbox
- nieuwsbrieven
- uitgebreide statistiekfunctie

Er zijn daarnaast voor e107 vele honderden uitbreidingen (plug-ins) en thema's (lay-outsjablonen) ontwikkeld door de gebruikers van e107.

## Belangrijke eigenschappen
- Het systeem is database gestuurd: e107 gebruikt een relationele database (bijvoorbeeld MySQL) om gegevens op te slaan die nodig zijn voor het draaien van een contentmanagementsysteem.
- E107 is gemodulariseerd: de modules (de plug-ins) kunnen gemakkelijk geïnstalleerd, gede-installeerd, geactiveerd en gedeactiveerd worden met een druk op de knop.
- Personalisatie: de geregistreerde gebruikers kunnen hun profielen wijzigen, thema's uitkiezen, avatars uploaden en veel meer, afhankelijk van de opties die de beheerder heeft aangegeven.
- Gebruikersbeheer: de mogelijkheid om naar gebruikers, door middel van diverse criteria, te zoeken en om e-mail en privéberichten naar gebruikers te verzenden. Gebruikers kunnen lid zijn van een of meer groepen. Ook het gebruik door gasten (niet-ingelogde gebruikers) wordt ondersteund.
- Rechtensysteem: krachtig en gebruikersvriendelijk rechtensysteem dat beheerders toelaat om toestemmingen voor elke onderdeel van de site, elke functionaliteit en zelfs tot bijvoorbeeld afzonderlijke documenten, voor elke groep of persoon aan te passen. Ook dergelijke beheerfuncties kunnen worden uitgedeeld op grond van diverse autorisaties.
- Thema-gebaseerde interface: e107 heeft een bijzonder krachtig themasysteem (met CSS). Zowel admins als de gebruikers kunnen de website met een enkele klik van de muis veranderen. Er zijn ook meer dan 200 thema's beschikbaar om te downloaden.